# Klimat organizacyjny
Klimat organizacyjny – dominujący typ atmosfery panującej w środowisku organizacyjnym w pewnym przedziale czasowym, na różnych szczeblach i w pionach, odczuwanej i subiektywnie ocenianej przez pracowników, zorientowanej na sprawność i efektywność organizacyjną, będącej jednocześnie pod wpływem wybranych składników kultury organizacyjnej oraz aktualnych uwarunkowań organizacyjnych, a także współzależną z nimi.
Poprawa klimatu organizacyjnego powoduje lepsze wyniki finansowe firmy, a według firm Korn Ferry, Hay Group: Do 70% rozbieżności w klimacie organizacyjnym można wyjaśnić różnicami w stylach przywództwa, a z kolei do 30% rozbieżności w wynikach finansowych można wyjaśnić różnicami w klimacie organizacyjnym.

## Typowe wymiary klimatu organizacyjnego
Do pomiaru klimatu organizacyjnego wykorzystuje się kwestionariusze (ankiety), które mogą obejmować następujące zagadnienia:
- elastyczność, „otwartość na nowe pomysły” – pozytywne nastawienie na rozpatrywanie zgłaszanych pomysłów i ich wdrażanie – w uzasadnionych przypadkach,

- odpowiedzialność, „stopień samodzielności pracowników” (autonomia pracowników) – odbierany przez pracowników stopień swobody do wykonywania swojej pracy samodzielnie oraz do podejmowania skalkulowanego ryzyka bez konieczności ciągłego zwracania się do przełożonego,

- standardy, „standardy pracy” – odczuwany przez pracownika nacisk kierownictwa na wykonywanie dobrej roboty i stopień, w jakim ludzie odczuwają to, że ustalone dla nich cele stanowią swoiste wyzwania odnośnie do poprawy i doskonalenia rezultatów pracy,

- nagrody, „zakres stosowania bodźców pozytywnych” – odczuwany przez pracowników poziom dostrzegania i wynagradzania dobrej pracy, zakres stosowania szeroko rozumianych bodźców pozytywnych, zamiast jedynie krytykowania i karania w przypadku niepowodzeń,

- klarowność, „jasność” – jednolitość rozumienia celów, zadań, zasad i procedur. Odczucie, że misja i cele firmy są jasne i zrozumiałe, a praca, wymagania i procedury są przejrzyste,

- zaangażowanie zespołowe – odczucie, że kierownictwo i współpracownicy wspólnie pracują nad wykonaniem powierzonych zadań, przekonanie o gotowości do pomocy innym w razie potrzeby, gotowość do wyrzeczeń na rzecz firmy oraz stopień utożsamiania się z zadaniami firmy, a także przekonanie o potrzebie i umiejętności wspólnego rozwiązywania problemów oraz zespołowego podejmowania decyzji.